# James F. Wilson
James Falconer Wilson, född 19 oktober 1828 i Newark, Ohio, död 22 april 1895 i Fairfield, Iowa, var en amerikansk republikansk politiker. Han representerade delstaten Iowa i båda kamrarna av USA:s kongress, först i representanthuset 1861-1869 och sedan i senaten 1883-1895.
Wilson studerade juridik och inledde 1851 sin karriär som advokat i Ohio. Han flyttade 1853 till Iowa. Han efterträdde 1861 Samuel Curtis som kongressledamot. Han var en av representanthusets åklagare då USA:s president Andrew Johnson ställdes inför riksrätt. Efter fyra mandatperioder i representanthuset efterträddes Wilson av George W. McCrary.
Wilson tackade nej till att bli utrikesminister under Ulysses S. Grant. Han efterträdde 1883 James W. McDill som senator för Iowa. Wilson kandiderade inte till omval efter två mandatperioder i senaten. Han efterträddes som senator av John H. Gear i mars 1895.
Wilsons grav finns på Fairfield-Evergreen Cemetery i Jefferson County, Iowa.